# Рисование пером

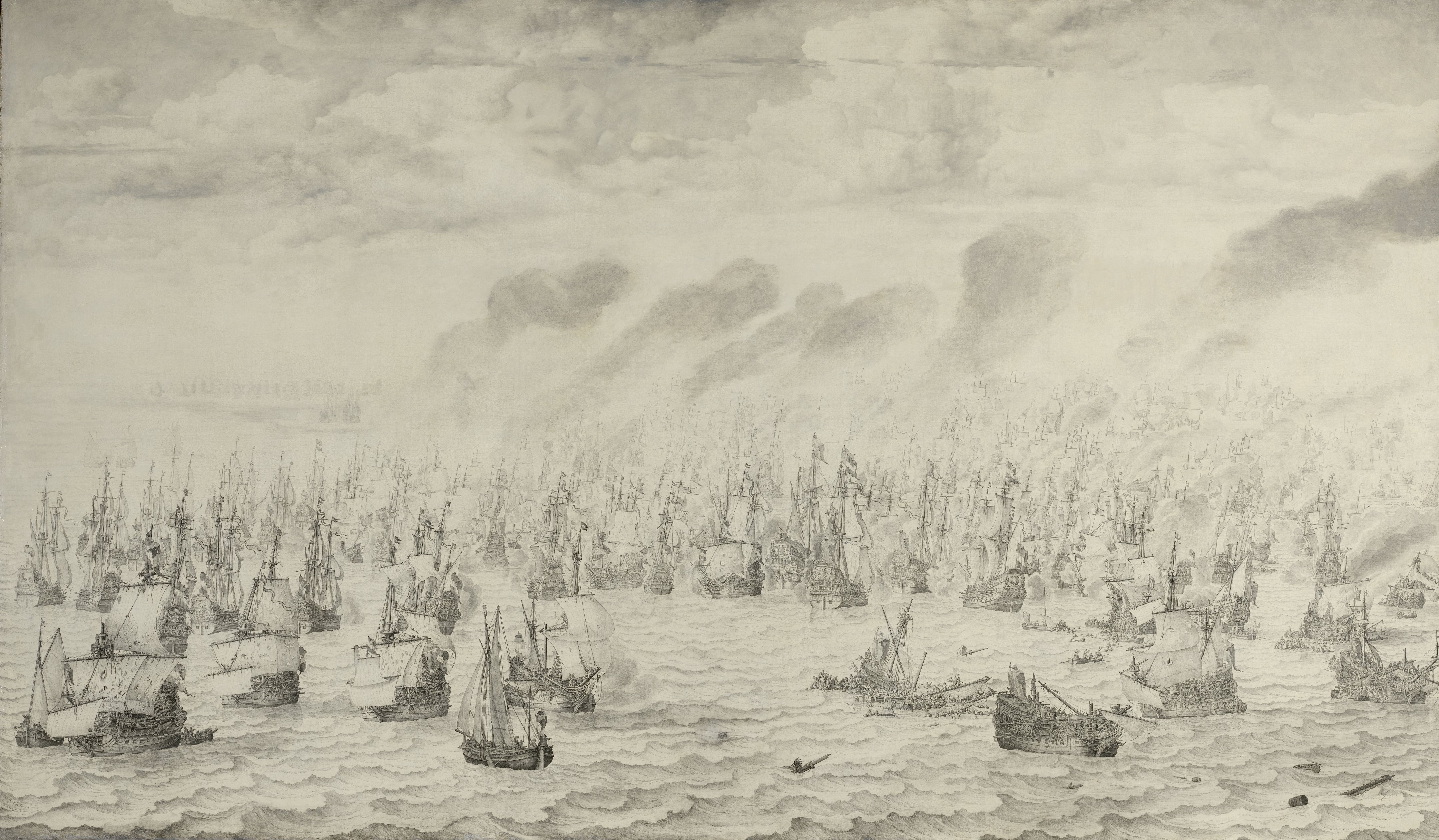
Картина Виллема ван де Велде

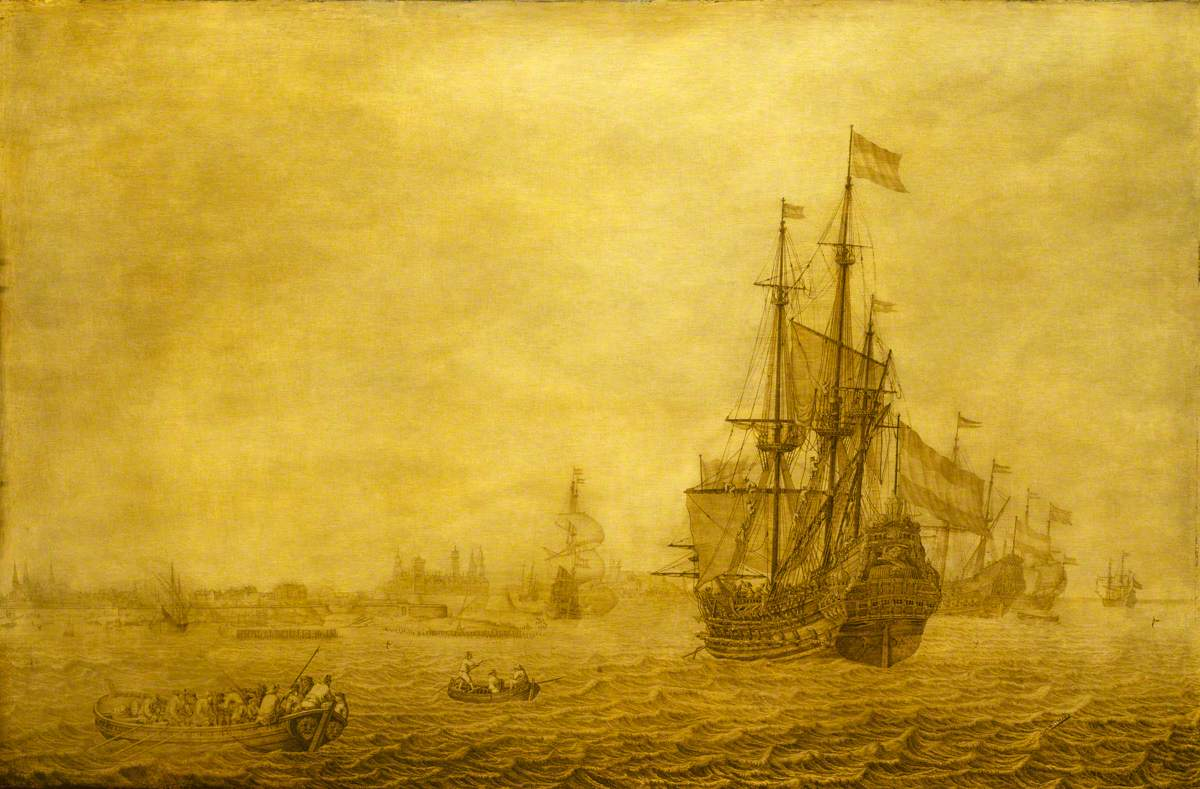
Картина Германа Витмонта

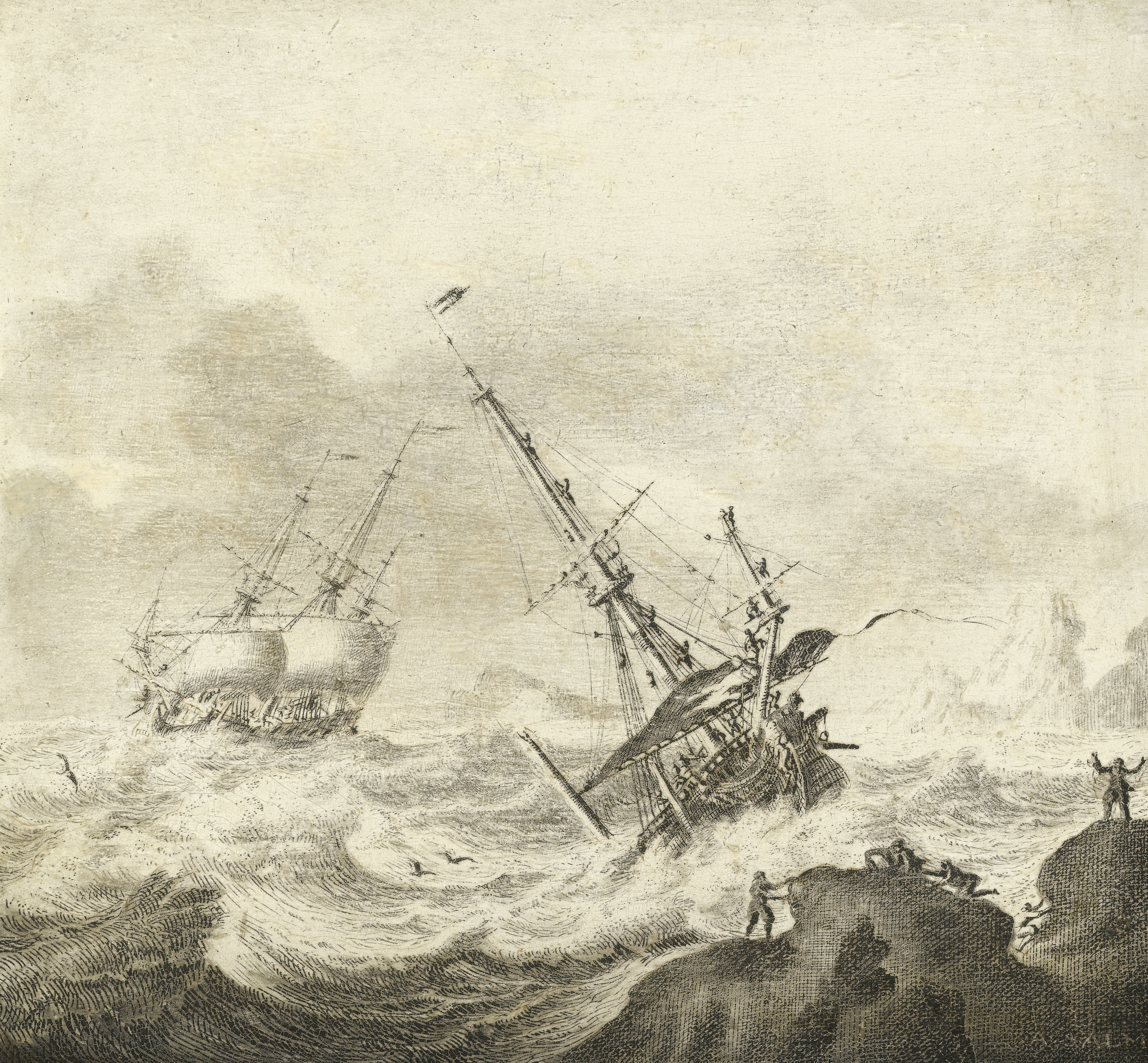
Картина Адриана ван дер Салма

Рисование пером — техника живописи и вид графики, использовавшийся художниками XVII века в Голландии.

## Последовательность работы
Сначала художник использует скребок для обозначения участков, на которых нужно рисовать пером. Затем холст покрывается белой масляной краской, после чего рисуются мелкие детали пером или тушью. Для защиты рисунок иногда дополнительно покрывают лаком. Рисунки пером, как правило, контрастируют за счёт залитых чёрных участков с залитым белой краской фоном.

## Особенности
Наиболее известным представителем этого вида живописи был Виллем ван де Велде Старший, и его обычно считают изобретателем этой техники. Для классической технологии рисования чаще всего использовались гусиные перья (разные по плотности), вставленные в ручку из дерева или тростника. Были также художники, рисовавшие и пером, и тонкой кистью, на которую была нанесена чёрная краска.
Техника широко используется в картинах на морскую тематику (благодаря возможности детального изображения кораблей и морских волн). Использование этой техники продолжалось до начала восемнадцатого века, после чего она прекратила своё столь большое распространение. Возможное объяснение исчезновения жанра — трудоемкость и длительность процесса создания таких картин на заказ.

## Художники
Помимо ван де Велде, в этой технике работали Герман Витмонт, Якоб Матхам, Адриан ван Салм и Экспериенс Силлеманс.